# Dischi dei sognatori
Dischi dei sognatori è un'etichetta discografica italiana indipendente, costituita nel 2014 da Marco Rettani.

## Storia
L'etichetta nasce dal progetto Museo dei sognatori di Marco Rettani nel 2014 a Roma, dove ha sede. Inizia subito a collaborare con diversi artisti tra i quali Patty Pravo. Nel 2018 partecipa all'edizione di dicembre di Sanremo Giovani con Francesca Miola con il pezzo Amarsi non serve (di Rettani e Zibba). Sempre a Sanremo l'anno successivo la canzone Un po' come la vita interpretata da Patty Pravo e Briga (di Rettani/ Calvetti / Zibba / Briga). Sempre nel 2019 con il giovane cantante Matteo Faustini realizza il pezzo Nel bene e nel male (scritta da Rettani e Faustini) che diventa vincitore del Premio Lunezia per le giovani proposte (per il valore letterario del testo) in gara al Festival di Sanremo 2020. Con l'artista Fellow conquista la finale di X Factor 2021.
Nel Febbraio del 2022 iscrive Matteo Faustini alla prima edizione del Festival di San Marino valevole per la partecipazione all’Eurovision Song Contest classificandosi al 5º posto con la canzone “l’ultima parola”.
Nel autunno 2022 partecipa con Marco Carta con il pezzo (forse) non mi basti più e con il gruppo Le Deva con il pezzo giuraGiuda al festival internazionale di Tirana: Kënga Magjike, aggiudicandosi la vittoria finale con Le Deva come “best international Artist”.
Nell’ottobre 2022 conquista la finale del festival canoro internazionale New York Canta con gli artisti Matteo Faustini e Francesca Miola che si sono esibiti al festival della canzone italiana di New York.
Nel novembre del 2022 una produzione della discografica vince nuovamente il concorso AREA SANREMO (contest legato alla partecipazione dei giovani al Festival di Sanremo) con l’artista esordiente Noor con la canzone “tua Amelie”; L’etichetta aveva già vinto in precedenza AREA SANREMO: nel 2018 con il pezzo “amarsi non serve” di Francesca Miola, nel 2019 con il pezzo “nel bene e nel male” di Matteo Faustini, nel 2020 con due artisti: Francesca Miola (“la costola di Adamo”) e Federica Marinari (“dimenticato Mai”) poi finalista l’anno successivo dello storico festival di Castrcaro.
Nel dicembre del 2022 partecipa nuovamente (per la terza volta in quattro anni) alla kermesse di Sanremo Giovani con il pezzo “tua Amelie” dell’artista esordiente Noor.
L'etichetta si è occupata della realizzazione di importanti produzioni: 
- nel 2017 co-produce con New Music International l'album di inediti del gruppo musicale composto da Simonetta Spiri, Greta Manuzi, Verdiana Zangaro e Roberta Pompa, conosciuto come Le Deva dal Titolo 4 (direzione artistica di Kikko Palmosi) raggiungendo la certificazione a Disco d'oro con il singolo “L'amore merita” (il gruppo nel 2018 vede l'uscita di Simonetta Spiri e l'ingresso di Laura Bono);
- nel 2019 l'ultimo album di inediti in studio di Patty Pravo dal titolo Red sotto la direzione artistica del Diego Calvetti;
- nel 2020 l'album di esordio del giovane cantautore bresciano Matteo Faustini dal titolo Figli delle favole, seguito dalla direzione artistica di Enrico Palmosi.
- Nel 2021 produce l'album in vinile di Matteo Faustini 1+1 picture limited edition[5]
- Nel 2022 produce i singoli radiofonici di: Marco Carta “sesso romantico” e “forse non mi basti più”, Silvia Salemi (“noi contro di noi”), Le Deva (“GiuraGiuda”), Matteo Faustini (“l’ultima parola” - “3 livelli” - “il girasole innamorato della luna”), Emanuele Corvaglia (“tu pensala come vuoi”), Federica Marinari (“Pocahontas”), Francesca Miola (“non so più l’amore”) e Noor (“tua Amelie”).

Nel mese dicembre promuove l’uscita del secondo album in carriera del cantautore Matteo Faustini: “Condivivere” (21 tracce). A dicembre 2022 dischi dei sognatori torna a Sanremo giovani con la giovane NOOR che dopo aver vinto Area Sanremo viene scelta per il brano Tua Amelie.
Nel 2023 Dischi dei Sognatori collabora con la Starpoint International alla produzione e realizzazione del progetto che vedrà l’esordio al Festival di Sanremo del gruppo storico italiano: I Cugini di Campagna, con il brano Lettera 22 (che si piazzerà al 21º posto in classifica).
Nel mese di febbraio 2023, partecipa alla kermesse musicale Una voce per San Marino (valevole per la conquista di un posto per l'Eurovision Song Contest in rappresentanza della Repubblica di San Marino) presentando il pezzo Fiori su Marte (firmato da Verdiana Zangaro, Marcio e Marco Rettani) eseguito dal gruppo italiano pop Le Deva; che si classificherà al secondo posto della competizione aggiudicandosi l’ambito premio attribuito dall'OGAE Italy per il brano più eurovisivo in concorso.
Nel marzo Dischi dei sognatori diventa editore del disco Maggio di Antonio Maggio, con 6 tracce che raccontano il percorso del cantautore salentino.
Dischi dei sognatori edita il pezzo di Kimono, alias Sofia Tornambene, vincitrice di X-Factor, con il singolo Tempesta. Il 16 di giugno esce l'EP de Le Deva dal titolo Acoustic Session con 3 brani rivisti in chiave acustica, dei singoli Un'altra idea, Giuragiuda e Fiori su Marte. Nello stesso giorno esce in radio il singolo Sensibile del cantautore Matteo Faustini, estratto dall'album condividere. Il 7 di luglio esce il nuovo singolo di Marco Carta dal titolo Supernova che accompagna un tour nazionale di oltre 25 date. Il 14 luglio esce il nuovo singolo di Silvia Salemi dal titolo Faro di Notte. 
Dischi dei sognatori viene scelto come direzione artistica del Radiostop Festival, festival dell'omonima emittente toscana (4 luglio a Cecina e il 18 luglio a Piombino) portando sul palco oltre 40 artisti della scena nazionale italiana. L'etichetta discografica accompagna il cantautore Toscano Edoardo Brogi fino ai bootcamp di X Factore 2023. Nell'ottobre del 2023 conquista la finale al festival della canzone italiana New York Canta con gli artisti Noor e Kimono, che vince l'edizione del 2023 con il brano In Ostaggio.
Il 21 ottobre esce il singolo del cantautore toscano Edoardo Brogi “su di me”, dopo l’esperienza ad X Factor 2023.
Il 31 gennaio 2024 al Bobino Club di Milano Dischi dei sognatori organizza l’evento di presentazione del libro di Marco Rettani Ho vinto il festival di Sanremo a cui partecipano Mietta, Silvia Salemi, Le Deva, Pierdavide Carone, Antonio Maggio, Kimono, Noor.
A maggio 2024 esce Bang il singolo di Mietta per Dischi Dei sognatori singolo che la vedrà protagonista per un tour per tutta l’estate e in grandi eventi tra cui Battiti su canale 5 e il 105 Summer Festival.
A maggio 2024 esce ASTRONAVE di Noore Magari subito di Edoardo Brogi.

## Artisti
Artisti che hanno in corso o hanno avuto accordi, contratti di produzione e management con l'etichetta Dischi dei sognatori sono:
- Patty Pravo
- Matteo Faustini[11]
- Le Deva
- Francesca Miola
- Silvia Salemi
- Marco Carta
- Giulia Luzi
- Mietta[12]
- Febo
- Federica Marinari
- Fellow
- Noor
- Kimono

## Produzioni
Tra le principali produzioni dell'etichetta abbiamo:
2016
- Le Deva: L'amore merita (certificato disco d'oro)
- Le Deva: L'origine

2017
- Le Deva: Un'altra idea, Semplicemente io e te e Grazie a te

2018
- Nicolas Bonazzi: Ali di carta
- Francesca Miola: Amarsi non serve (canzone vincitrice di Area Sanremo e partecipante a Sanremo Giovani 2018, classificandosi al nono posto della seconda serata)

2019
- Patty Pravo e Briga: Un po' come la vita (in concorso al sessantanovesimo Festival di Sanremo)
- Patty Pravo: Pianeti
- Le Deva: Shangai
- Febo: Ciliegie

2020
- Matteo Faustini: Nel bene e nel male (brano vincitore di Area Sanremo e in concorso al settantesimo festival di Sanremo sezione Giovani)[13]
- Matteo Faustini: Vorrei, La bocca del cuore e Il cuore incassa forte
- Silvia Salemi: Chagal
- Le Deva: Brillare da sola[14]
- Fellow: Fire (brano finalista del Festival di Castrocaro)[15]
- Marco Carta: Domeniche da Ikea
- Giulia Luzi: A prescindere da te

2021 
- Francesca Miola: La costola di Adamo (brano vincitore del concorso Area Sanremo 2020)[16]
- Federica Marinari: Dimenticato mai (brano vincitore del concorso Area Sanremo 2020 e finalista del Festival di Castrocaro[17][18])
- Matteo Faustini: Il gobbo, 1+1
- Silvia Salemi: I sogni nelle tasche[19]

2022
- Emanuele Corvaglia: Tu pensala come vuoi[20]
- Le Deva: Giuragiuda[21]
- Marco Carta: Sesso romantico[22]
- Silvia Salemi:Noi contro di noi[23]
- Matteo Faustini: L'ultima parola e 3 livelli[24]
- Federica Marinari:Pocahontas[25]
- Francesca Miola:Non so più l’amore (singolo di lancio dell’album dell’artista in uscita nel 2023):
- Nel dicembre presenta la produzione dell’album del cantautore Bresciano Matteo Faustini: Condividere (21 tracce)

2023
- Le Deva:Fiori su Marte (singolo classificatosi al secondo posto al concorso musicale internazionale Una voce per San Marino)
- I Cugini di Campagna:Lettera 23;
- Kimono: Tempesta;
- Matteo Faustini: Sensibile;
- Marco Carta: Supernova;
- Silvia Salemi:Faro di notte;